# Bob Lazier
Robert "Bob" Lazier (Minneapolis, 22 de dezembro de 1938 – Denver, 18 de abril de 2020) foi um piloto de automobilismo norte-americano. Era pai dos pilotos Buddy Lazier e Jaques Lazier, que disputaram corridas da CART e da IndyCar em 4 décadas diferentes - Buddy correu nas duas categorias entre 1989 e 2017 (vencendo as 500 Milhas de Indianápolis de 1996 e a temporada 2000 da antiga IRL, enquanto Jaques disputou apenas a IndyCar entre 1998 e 2010, sem o mesmo destaque).

## Carreira
Bob Lazier, que disputou a Fórmula 5000, a SCCA National Championship e a USAC Mini-Indy Series na década de 1970, competiu também na temporada de 1981 da CART pela equipe Fletcher Racing. Seu melhor resultado foi um 4º lugar obtido nas etapas de Watkins Glen e do México. Ao terminar o campeonato em 9º, com 92 pontos, foi eleito o rookie do ano
Sua única participação nas 500 Milhas de Indianápolis foi também em 1981, pilotando um Penske PC-7 equipado com motor Ford-Cosworth. Largando na 13ª posição, abandonou com problemas de motor e terminou em 19º lugar na classificação final, sendo o melhor entre os novatos. Ele tentou ainda a classificação para a edição de 1982 com um Eagle-Ford da Wysard Racing, porém não teve sucesso e foi eliminado com outros 46 pilotos.

## Dono de equipe
Após deixar as pistas, Bob Lazier virou dono de equipe na CART e também teve sua primeira experiência na IndyCar em 2013, ao fundar a Lazier Partners Racing, comprando o equipamento da Fan Force United pilotado por Jean Alesi nas 500 Milhas do ano anterior. Até 2017, a equipe abandonou as 4 provas em que se classificou e não obteve uma vaga no grid em 2015.

## Morte
Morreu em Denver, Colorado, em 18 de abril de 2020, aos 81 anos, vitimado pela COVID-19.

## Participações na Indy 500
| Ano  | Chassi      | Motor         | Posição de largada | Posição de chegada | Equipe          |
| ---- | ----------- | ------------- | ------------------ | ------------------ | --------------- |
| 1981 | Penske PC-7 | Ford-Cosworth | 13º                | 19º                | Fletcher Racing |
| 1982 | Eagle       | Ford-Cosworth | Não-classificado   | Não-classificado   | Wysard Racing   |